# 투르쿠 대학교
투르쿠 대학교(핀란드어: Turun yliopisto, 스웨덴어: Åbo universitet, 영어: University of Turku, 줄여서 UTU라고도 부름)는 핀란드 투르쿠에 위치한 핀란드에서 두번째로 규모가 큰 공립대학이다. 1920년에 개교하였으며 코임브라 그룹에 소속되어 있다.

투르쿠 대학교가 위치한 도시 투르쿠는 핀란드의 옛 수도로, 핀란드 남부에 위치한 대도시 중 하나이다. 투르쿠는 대체로 조용하고 한산한 분위기인 핀란드 안에서도 그나마 활기찬 도시라고 할 정도로, 많은 대학교가 함께 몰려있고 학생 인구도 많은 편이다. 개강할 때 즈음이 되면 '4만 명의 학생 인구를 환영합니다(40000 korkeakouluoplakelijae tervetuloa Turkuun!)'라는 플랜카드가 City Center에 붙어 있기도 하였다. 투르쿠 대학교 외에도 스웨덴 계 학교인 Åbo Akademi University나 Turku University of Applied Sciences(TUAS) 등이 인접해 있다.

9월 첫째주에 1학기가 시작해서 12월 초중순에 끝나고, 2학기는 1월 첫째주에 시작해서 4월말에서 5월 초에 끝난다. 1학기 중간에 독립기념일 앞뒤로 일주일 정도의 Break가 있다.

가장 큰 도서관은 Feeniks Library이며, 월-목은 아침 9시에서 저녁 9시, 금요일은 9시부터 6시, 토요일은 아침 10시부터 4시까지 연다. 학생식당은 Educarium, Agora, Assarin과 투르크경제대 지하에 있는 곳을 많이 이용한다. 이중 아싸린이라고 부르는 Assarin ullakko가 가장 크고 학생들이 사랑하고 유일하게 저녁을 제공하는 학생식당이다. 운영시간은 10시반부터 8시이다. Uni cafe의 학생 식사는 2.6유로이다. 아싸린에서 식사에 포함되어있는 기본 빵에 버터를 발라먹는 것이 학생들 사이에서 최고로 꼽힌다. 크리스마스가 다가오면 트리에 불이 켜지고 크리스마스 롤케이크가 나오기도 한다.

## 유명 졸업생
- 사울리 니니스퇴 - 핀란드의 대통령
- 마우노 코이비스토 - 핀란드의 전 대통령